# I Gospod sleze da ni widi
I Bóg zstąpił, aby nas zobaczyć (bułg. И Господ слезе да ни види) – bułgarski film dramatyczny z 2003 roku, reżyserii Petyra Popzłatewa. Premiera filmu miała miejsce w Bułgarii 22 listopada 2003 roku.

## Fabuła
Akcja rozgrywa się w Kestenie, malowniczym miasteczku na południu Bułgarii. Francuski socjolog François Denis przybywa do wsi by studiować możliwość konfliktu etnicznego na Bałkanach. Stwierdza, że w miejscu tym, odległym zaledwie 100 km od Kosowa, muzułmanie i chrześcijanie potrafią żyć w pokoju tak, jak to było przez setki lat. Ale gościa z Zachodu znacznie bardziej interesują mieszkańcy: Władimir, który pełni w wiosce wszystkie stanowiska od sołtysa po listonosza, poeta, którego wierszy nikt nigdy nie wydał, a który marzy by choć raz jeszcze obejrzeć „Największą miłość” Rossellniego, i przemytnik gotów zrobić wszystko dla swego psychicznie chorego brata. To fascynujący i absurdalny lecz harmonijny świat, gdzie wszystko może się zdarzyć – gdzie nawet z kranów zamiast wody popłynie wino.

## Obsada
| Aktor              | Rola              |
| ------------------ | ----------------- |
| Icchak Finci       | pisarz, frankofon |
| Katja Paskalewa    | kasjerka          |
| Samueł Finci       | Władimir          |
| Swetłana Jancewa   | Marija            |
| Iwajło Christow    |                   |
| Josif Syrczadżijew | pilot             |
| Marijus Kurkinski  | Tanasi            |
| Władimir Penew     | Boris             |
| Krystjo Łafazanow  |                   |
| Filip Wołter       | François Denis    |
| i inni             |                   |

## Nagrody
| Rok ceremonii | Organizator                              | Nagroda                                                                                 |
| ------------- | ---------------------------------------- | --------------------------------------------------------------------------------------- |
| 2004          | Festiwal Bułgarskiego Kina Dramatycznego | Złatna Roza Najlepszy operator: Emił Christow Najlepsza główna rola męska: Icchak Finci |